# Бормла
Бормла (малт. Bormla, званично Ċittà Cospicua) је један од 11 званичних градова на Малти. Бормла је истовремено и једна од 68 општина у држави.

## Природни услови
Град Бормла се сместио на северној обали острва Малта и удаљен је од главног града Валете 8 километара источно.
Насеље се развило на источнојм рубу Велике луке, најважнијег залива на острву. Подручје града је веома мало - 0,9 км², са покренутим тереном (0-50 м надморске висине).

## Историја
Подручје Бормле било је насељено још у време праисторије и било је активно у старом и средњем веку, али није имало већи значај до 18. века.
Савремени развој града почиње 1722. године. Те године су владари Малте, Витезови светог Јована, прогласили насеље градом, а у следећим деценијама су изградили на овом месту утврђено насеље са бродоградилиштем, чији се обим није много мењао током каснијих епоха и владара (Наполеон, Велика Британија).
Град је веома страдао од нацистичких бомбардовања у Другом светском рату, али је после тога обновљен.

## Становништво
Становништво Бормле је по проценама из 2008. године бројало нешто преко 5,6 хиљада становника, што је 2 пута мање него пре једног века. Многа малтешка насеља која немају звање града су већа од ње.